# Marco Friedl
Marco Friedl (født d. 16. marts 1998) er en østrigsk professionel fodboldspiller, som spiller for Bundesliga-klubben Werder Bremen og Østrigs landshold.

## Klubkarriere

### Bayern München
Friedl gjorde sin professionelle debut den 22. november 2015 med Bayern Münchens reservehold. Frield debuterede for førsteholdet den 22. november 2017.

### Werder Bremen
Friedl skiftede i januar 2018 til Werder Bremen på en lejeaftale. Han imponerede stort i sin lejeaftale, og han aftale med Bremen blev gjort permanent i maj 2019.
Efter at Ömer Toprak forlod i sommeren 2022, blev Friedl udpeget til klubbens nye anfører.

## Landsholdskarriere

### Ungdomslandshold
Friedl har repræsenteret Østrig på flere ungdomsniveauer.

### Seniorlandshold
Friedl debuterede for Østrigs landshold den 7. oktober 2020. Han var del af Østrigs trup til EM 2020.

## Titler
Bayern München
- DFL-Supercup: 1 (2017)